# Un hombre llamado Caballo
Un hombre llamado Caballo (A Man Called Horse) es un western crepuscular estadounidense de 1970 basado en el cuento homónimo escrito por Dorothy M. Johnson y publicado por primera vez en 1950 en la revista Collier's y después, en 1968, en el libro de la autora llamado Indian Country.
La película, que fue dirigida por Elliot Silverstein y contó con Richard Harris como actor principal, se rodó en parte en idioma dakhota, una lengua sioux. La historia, narrada íntegramente desde el punto de vista de la tribu nativoamericana, trata sobre un hombre blanco que entra a formar parte de esa tribu.
El director, Elliot Silverstein, narra con efectismo a la vez naturalista y gore esta peripecia de supervivencia, honor y amistad, que rompe estereotipos con respecto a la cultura "india", aunque finalmente convierta al aristócrata blanco en verdadero héroe mítico de la tribu.
Para conseguir el antes mencionado estilo pseudo-documental, el director investigó durante bastante tiempo, conviviendo con Sioux, para intentar conseguir la máxima fidelidad a la hora de representar el estilo de vida de la tribu.
Este título fue un gran éxito comercial, porque por primera vez se «describían por dentro las costumbres de una tribu "india"»; sin embargo fue criticado por muchos activistas nativoamericanos, llamándola incluso «la película más blanca de todas». Es la interpretación más conocida de Richard Harris, que alcanzó la fama con ella y volvería a representar al personaje principal en dos secuelas.

## Argumento
La historia contada en Un hombre llamado Caballo se desarrolla en 1843.
Un grupo de cazadores blancos es atacado en las montañas de Montana, por una tribu de nativoamericanos crows. Mueren todos los blancos salvo el jefe del grupo, John Morgan (Richard Harris), acaudalado lord de Boston (Inglaterra) que se dedica a viajar por todo el mundo para dedicarse a sus aficiones, especialmente la caza, y de paso para pensar en su propia vida, hasta que un día es capturado por una tribu de Sioux.
Al principio lo utilizan como animal de carga, igual que un caballo, y es conducido prisionero ante el jefe de la tribu, que se lo regala a su madre como esclavo.
El jefe muestra un ligero interés en él cuando ve cómo explota tras ser humillado una y otra vez, ya que demuestra más fortaleza e inteligencia que el otro esclavo que tienen en la tribu, un mestizo llamado Baptiste, que simula estar loco para que no lo utilicen en las duras tareas, y que se convertirá en confidente de Morgan al conocer también el inglés. Poco a poco va adaptándose al estilo de vida de la tribu.
Aunque todo cambia cuando Morgan tiene ocasión de demostrar su valor en una batalla en la que mata a dos miembros de una tribu rival, ganándose así el respeto de toda la tribu Sioux y convirtiéndose en un guerrero más.
Se enamora de la hermana del jefe de la tribu y al pedir la mano de esta, le exigen que forme parte de la tribu, y para ello debe hacer el «Juramento al Sol», escena cumbre en la película e icónica en la historia del cine. Tras sobrevivir a esta prueba, se convierte en uno más de la tribu y después en jefe de la tribu de los Crows.

## Reparto
- Richard Harris: John Morgan, llamado después Horse (Caballo).
- Manu Tupou: Yellow Hand (Mano Amarilla), primer jefe de la tribu.
- Judith Anderson: Buffalo Cow Head (Cabeza de Búfala), madre del primer jefe.
- Corinna Tsopei: Running Deer (Cierva Corredora), hermana del primer jefe.
- Eddie Little Sky: Black Eagle (Águila Negra), segundo jefe de la tribu.
- Tamara Garina: Elk Woman (Mujer Alce), esposa de Yellow Hand y, después, de Black Eagle.
- Michael Baseleon: Longfoot (Pie Largo), guerrero de la tribu que después se convierte en jefe.
- Lina Marín: Thorn Rose (Rosa de Espina).
- Iron Eyes Cody: hechicero de la tribu.
- Tom Tyon y Jackson Tail: ayudantes del hechicero.
- Manuel Padilla Jr.: Leaping Buck (Ciervo Saltarín), muchacho de la tribu.
- Miembros de la tribu sioux de Rosebud, de Dakota del Sur.
- Terry Leonard: Striking Bear (Oso Formidable), jefe de los chochonis.
- Jean Gascon: Baptiste, prisionero de la tribu.
- Dub Taylor: Joe, cazador blanco.
- James Gammon: Ed, otro cazador.
- William Jordan: Bent, otro cazador.